# Mission: Impossible – Dead Reckoning Part One
Mission: Impossible  VII– Dead Reckoning  er en amerikansk film fra 2023 af Christopher McQuarrie.

## Medvirkende
- Tom Cruise som Ethan Hunt
- Esai Morales som Gabriel
- Ving Rhames som Luther Stickell
- Simon Pegg som Benji Dunn
- Rebecca Ferguson som Ilsa Faust
- Vanessa Kirby som Alanna Mitsopolis
- Henry Czerny som Eugene Kittridge